# Tlacpac
Barrio Tlacpac es una localidad de México perteneciente al municipio de Acaxochitlán en el estado de Hidalgo.

## Toponimia
Del náhuatl significa encima o más alto.

## Geografía
La localidad se encuentra localizada en las coordenadas geográficas 20°8′56.743″N 98°12′59.957″O / 20.14909528, -98.21665472, con una altitud de 2291 m s. n. m. Se encuentra a una distancia aproximada de 1.90 kilómetros al suroeste de la cabecera municipal, Acaxochitlán. Se encuentra en la región geográfica de la Sierra de Tenango.
En cuanto a fisiografía se encuentra dentro de la provincia del Eje Neovolcánico dentro de la subprovincia de Lagos y Volcanes de Anáhuac; su terreno es de sierra. En lo que respecta a la hidrología se encuentra posicionado en la región Tuxpan-Nautla, dentro de la cuenca del río Cazones, en la subcuenca del río San Marcos. Cuenta con un clima templado húmedo con abundantes lluvias en verano.

## Demografía
En 2020 registró una población de 1389 personas, lo que corresponde al 3.02 % de la población municipal. De los cuales 627 son hombres y 762 son mujeres. Tiene 314 viviendas particulares habitadas.
| Gráfica de evolución demográfica de Tlacpac entre 1960 y 2020                                |
|                                                                                              |
| Población de los censos y conteos del Instituto Nacional de Estadística y Geografía (INEGI). |